# Petropavlivka, Zaporijjea
Petropavlivka (în ucraineană Петропавлівка) este un sat în comuna Vesele din raionul Zaporijjea, regiunea Zaporijjea, Ucraina.

## Demografie
Componența lingvistică a localității Petropavlivka
     Ucraineană (91,14%)
     Belarusă (5,06%)
     Rusă (3,8%)
Conform recensământului din 2001, majoritatea populației localității Petropavlivka era vorbitoare de ucraineană (91,14%), existând în minoritate și vorbitori de belarusă (5,06%) și rusă (3,8%).